# Armory Show (Kunstmesse)

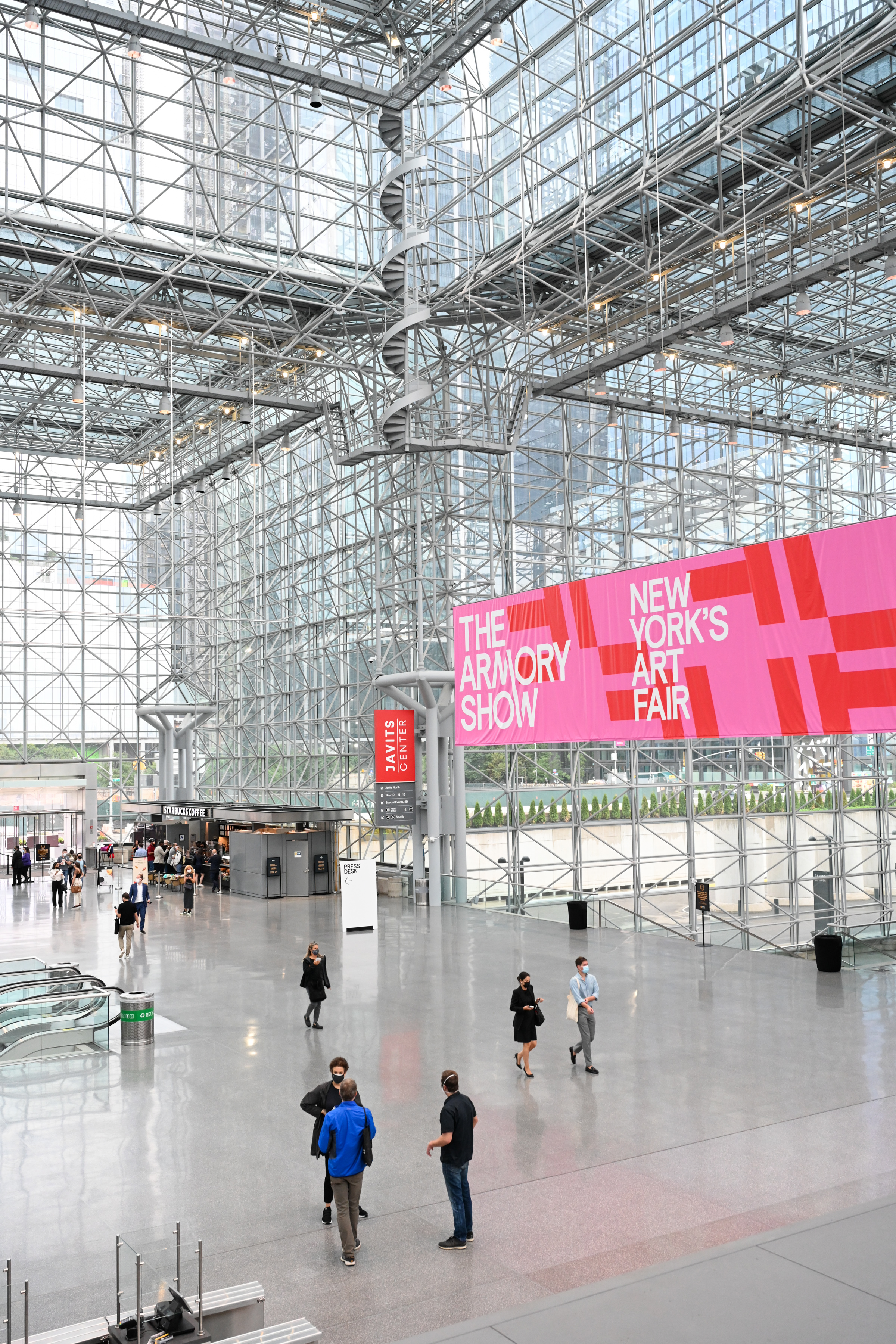
The Armory Show 2021

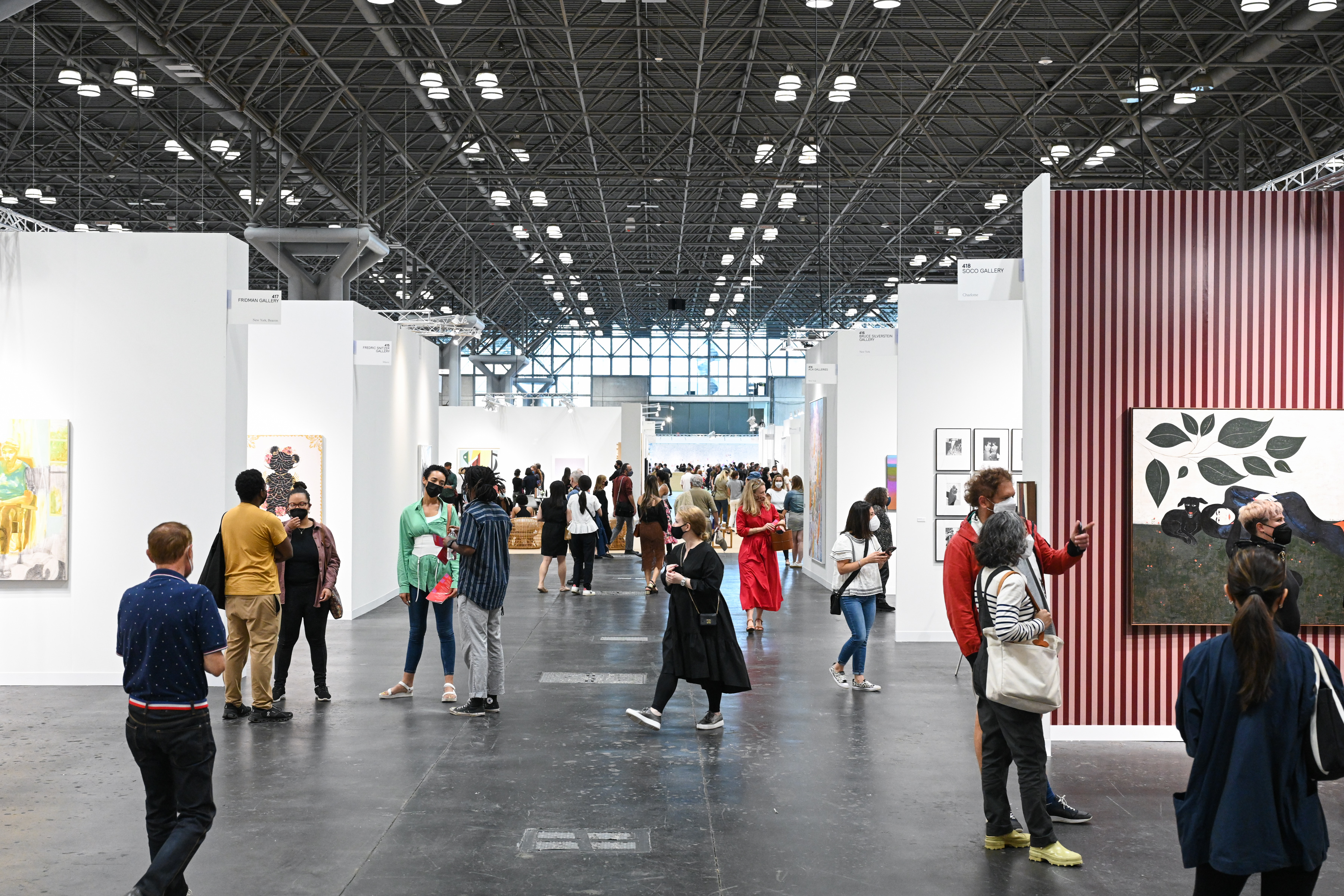
The Armory Show 2021, Innenansicht

The Armory Show ist eine der führenden Messen für moderne und zeitgenössische Kunst. Sie findet seit 1994 jährlich erst an verschiedenen Orten und seit 2021 im Javits Center in Manhattan in New York statt und sieht sich in der Tradition der gleichnamigen Kunstausstellung Armory Show von 1913.

## Geschichte
Die Kunstmesse wurde von den New Yorker Galeristen Paul Morris, Pat Hearn, Colin de Land und Matthew Marks gegründet und fand erstmals vom 29. April bis 2. Mai 1994 statt. Sie wurde anfangs Gramercy International Art Fair genannt, da sie in den Räumen des Gramercy Park Hotel (am gleichnamigen Gramercy Park in Manhattan) abgehalten wurde. Eine Zweigstelle befand sich im Chateau Marmont an Sunset Boulevard in Los Angeles. Morris blieb bis 2012 Direktor der Messe, von 2007 bis 2012 war er zugleich Vizedirektor der Merchandise Mart Properties Inc. (MMPI).

## Gramercy International Art Fair
Die Messedirektion reservierte in dem historischen Hotel drei Stockwerke mit insgesamt 60 Hotelzimmer, die sie für $ 50 pro Tag an die eingeladenen Galeristen vermietete. Auf und um die Doppelbetten und zwischen den Armaturen der Badezimmer präsentierten die ausstellenden Händler ihre mitgebrachten Kunstwerke – Gemälde, Grafiken, Skulpturen, Videos –, die zwischen 50 und 50.000 $ kosteten. Im ersten Jahr besuchten über 10.000 Interessierte die Kunstmesse und informierten sich über die neuesten Trends der zeitgenössischen Kunst im unteren bis mittleren Preissegment. Ähnlich, wenn auch mit weniger Teilnehmern und Besuchern, wurde die Filiale in Los Angeles betrieben.

## The Armory Show

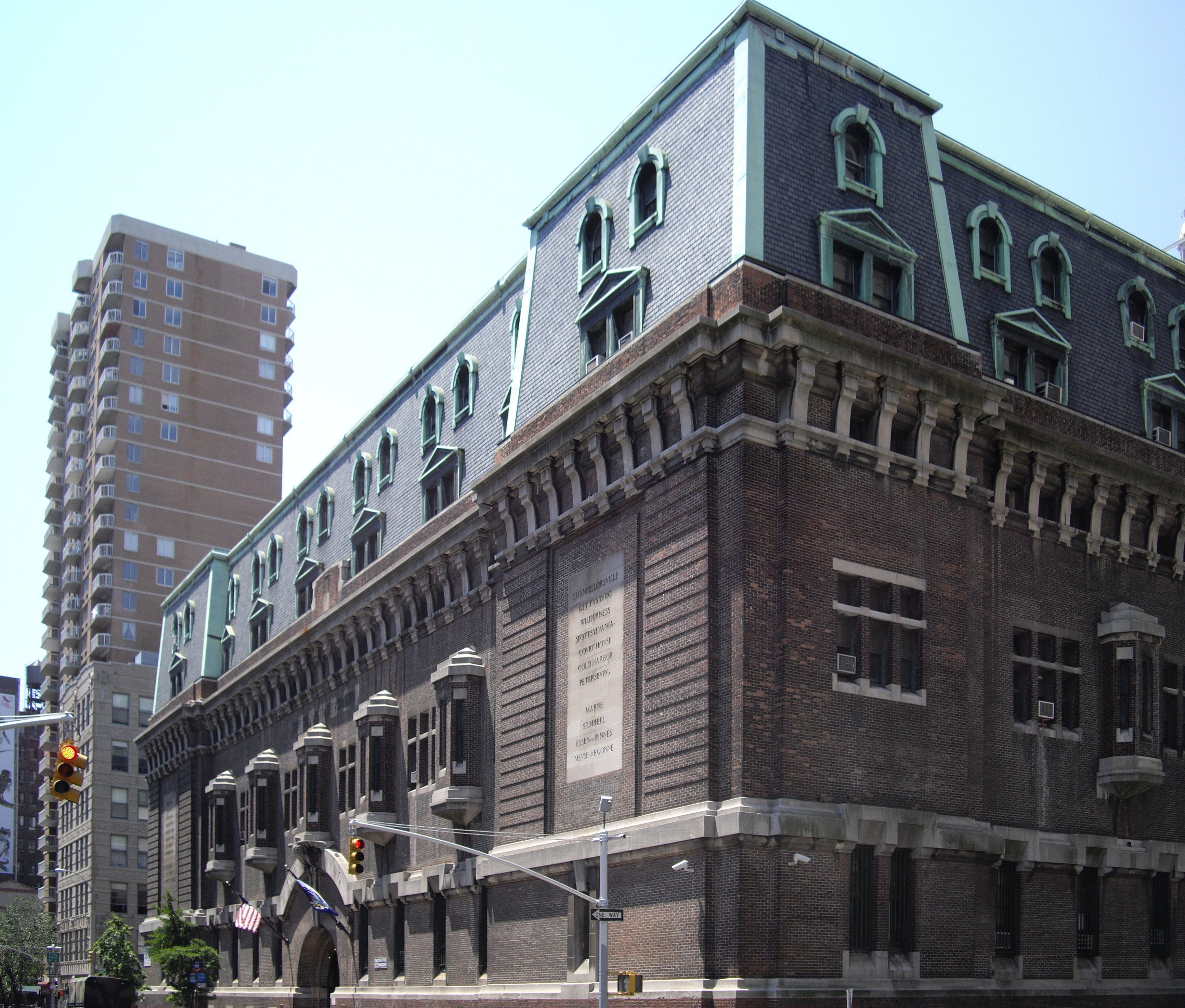
Namengebender Ort der Kunstmesse: Zeughaus (Armory) des 69sten Regiments, Lexington Avenue/25th Street, New York

1999 erhielt die Kunstmesse mit ihrem Umzug in das Gebäude des 69th Regiment Armory an der Lexington Avenue, Ecke East 25th Street mit „The Armory Show“ ihren neuen, bis heute bestehenden Namen. Sie versuchte, damit auch an die legendäre Kunst-Verkaufsausstellung anzuknüpfen, die in demselben Gebäude erstmals in den USA die amerikanische und europäischen Avantgarde zeigte.
Durch den Erfolg der Messe, die vermehrte Teilnahme internationaler Aussteller und den dadurch bedingten steigenden Raumbedarf und weil das Haus 69th Regiment Armory nicht weiter zur Verfügung stand, wurde ein Umzug notwendig. Als Ausstellungsorte boten sich in zentraler Lage die historischen West-Side-Piers 88 und 90 am Hudson River an, wo die jährliche Kunstmesse ab 2001 stattfand, bis sie zu den noch heute genutzten Piers 92 and 94 umzog.
Nach dem Tod der Mitgründer Hearn und de Land 2000 und 2003 schloss Morris seine Kunstgalerie und konzentrierte sich ausschließlich auf die Organisation der Kunstmesse. Marks und Morris verkauften ihren Anteil 2007 an die Messegroßveranstalter Merchandise Mart Properties aus Chicago.
Im März 2011 nahmen an der viertägigen Armory Show 274 Galerien mit zeitgenössischer und moderner Kunst aus der ganzen Welt teil. In den Räumen des Pier 92 wurde zeitgenössische Kunst gezeigt, Pier 94 war den Galerien mit moderner Kunst vorbehalten. Eine Sonderausstellung war skandinavischen Galerien vorbehalten. Ein weitaus größerer Teil der Bewerber um die begehrten Messestände wurde abgewiesen. 2012 erhielt sie Konkurrenz durch eine vom britischen Unternehmen Frieze, hervorgegangen aus der Londoner Frieze Art Fair, veranstaltete Kunstmesse auf Randalls Island am East River.
2023 übernahm die inzwischen zur Endeavor-Gruppe gehörende Frieze die „Armory Show“ sowie die „Expo Chicago“. Endeavor ihrerseits wurde im März 2025 von dem Kapitalinvestmentunternehmen Silver Lake gekauft.